# Echinocorambe
Echinocorambe is een geslacht van weekdieren uit de klasse van de Gastropoda (slakken).

## Soort
- Echinocorambe brattegardi Valdés & Bouchet, 1998